# Raorchestes gryllus
Raorchestes gryllus é uma espécie de anfíbio da família Rhacophoridae.
É endémica do Vietname.
Os seus habitats naturais são: matagal tropical ou subtropical de alta altitude.
Está ameaçada por perda de habitat.